# ليون بويلمان
ليون بولمان (25 سبتمبر 1862 - 11 أكتوبر 1897)، هو ُملحن ومؤلف موسيقي فرنسي، عُرف بعدد من مؤلفات الأرغن. أشهر مؤلفاته هي «Suite gothique (1895)»، والتي تعد عنصرًا أساسيًا في ذخيرة الأعضاء، خاصةً Toccata الختامية.

## روابط خارجية
- "Brief biography and summary of Boëllmann's organ music with recommended recordings". Naxos Records. مؤرشف من الأصل في 2009-10-26. اطلع عليه بتاريخ 2008-08-24.
- Peetz, Juliane (2004). "Concise biography of Boëllmann (Program Notes for a Recital Containing the Suite gothique)" (بالألمانية). Archived from the original on 2016-03-03. Retrieved 2008-08-24.
- سيرة موجزة عن Bollmann (نفس الرابط أعلاه ولكن تمت ترجمته مع Google إلى الإنجليزية)
- سيرة ذاتية مفصلة مع بعض الصور باللغة الفرنسية
- سيرة ذاتية مفصلة مع بعض الصور (نفس الرابط أعلاه ولكن مترجمة مع جوجل إلى اللغة الإنجليزية)
- Free scores by Léon Boëllmann
- Leon Boëllmann Piano Quartet، Op.10 & Piano Trio، Op.19 sound-bites
- Verset de procession ، للأورغ (من مجموعة النقاط الرقمية لمكتبة Sibley Music Library)